# Matzing (Traunreut)

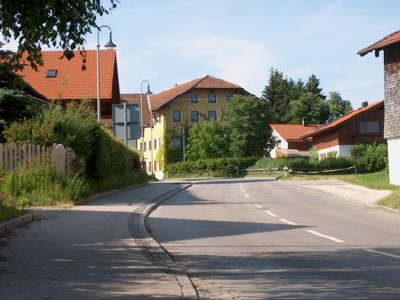
Ortsdurchfahrt Matzing

Matzing ist ein Ortsteil der Gemeinde Traunreut im Landkreis Traunstein in Oberbayern. Das Dorf hat etwa 850 Einwohner und liegt an der B 304 zwischen Traunstein und Trostberg am Hochufer der Traun mit Nußdorf bis Nunhausen als Ortsteilgrenzen.

## Geschichte
Große Teile des Ortes Matzing gehörten bis 1849 zur Hofmark bzw. dem Patrimonialgericht Pertenstein. Kirchlich gehört der Ort zur katholischen Pfarrgemeinde Traunwalchen.
Die Gemeinde Matzing wurde 1818 durch das Bayerische Gemeindeedikt gegründet und hatte im Jahr 1933 355 Einwohner. Die Gemeinde schloss sich 1972 freiwillig der Gemeinde Traunwalchen an. 1978 wurde sie zusammen mit Traunwalchen zur Stadt Traunreut eingemeindet.
Zur Gemarkung Matzing gehören die Orte Au, Biebing, Buchberg, Höberich, Höhe, Grasreit, Nunhausen, Pertenstein, Weiher und Wiesen.

## Verkehr
- Matzing hat einen Haltepunkt an der Traun-Alz-Bahn.
- Die Bundesstraße 304 München – Wasserburg führt durch den Ort.

## Vereine

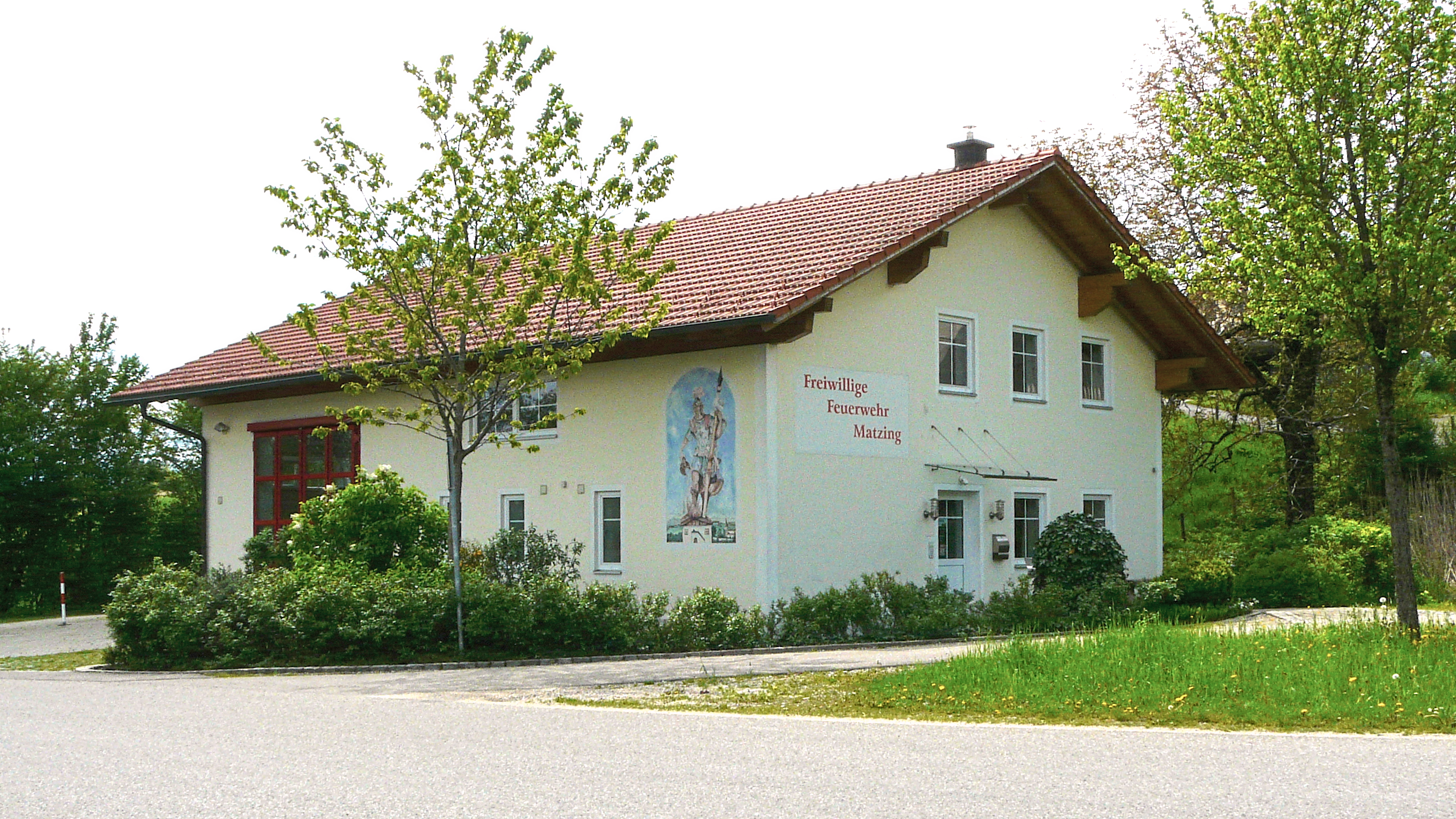
Freiwillige Feuerwehr Matzing

- Freiwillige Feuerwehr Matzing: 2002 wurde in Matzing ein neues Feuerwehrhaus errichtet, welches auch den im Ort aktiven Schützenverein beherbergt. Eine Besonderheit ist, dass erstmals eine Gemeinde die finanziellen Mittel für den Neubau eines Feuerwehrhauses einem Feuerwehrverein zur Verfügung gestellt hat und das Haus somit als Privatbau errichtet werden konnte, womit ausschreibungspflichtige Arbeiten umgangen werden konnten. Die Freiwillige Feuerwehr Matzing dürfte bundesweit die einzige Feuerwehr sein, die selbst Eigentümer ihres Feuerwehrhauses ist. Das Feuerwehrhaus beherbergt ein Löschgruppenfahrzeug 10/6.
- TSV Traunwalchen-Matzing
- Burschenverein Matzing-Traunwalchen
- Schützengesellschaft „Zur Heimat“ Matzing

## Sehenswürdigkeiten
- Schloss Pertenstein